# Comuna Baia de Criș, Hunedoara
Baia de Criș, mai demult Baia Crișului (în germană Altenburg, în maghiară Körösbánya, Fehérkörösbánya, Nagybánya) este o comună în județul Hunedoara, Transilvania, România, formată din satele Baia de Criș (reședința), Baldovin, Căraci, Cărăstău, Lunca, Rișca, Rișculița, Țebea și Văleni.

## Demografie
Componența etnică a comunei Baia de Criș
     Români (91,18%)
     Alte etnii (0,78%)
     Necunoscută (8,04%)
Componența confesională a comunei Baia de Criș
     Ortodocși (88,47%)
     Baptiști (1,15%)
     Alte religii (1,88%)
     Necunoscută (8,5%)
Conform recensământului efectuat în 2021, populația comunei Baia de Criș se ridică la 2.176 de locuitori, în scădere față de recensământul anterior din 2011, când fuseseră înregistrați 2.611 locuitori. Majoritatea locuitorilor sunt români (91,18%), iar pentru 8,04% nu se cunoaște apartenența etnică. Din punct de vedere confesional, majoritatea locuitorilor sunt ortodocși (88,47%), cu o minoritate de baptiști (1,15%), iar pentru 8,5% nu se cunoaște apartenența confesională.

## Politică și administrație
Comuna Baia de Criș este administrată de un primar și un consiliu local compus din 11 consilieri. Primarul, Mihaiu Liviu Gorcea[*], de la Partidul Social Democrat, este în funcție din 2016. Începând cu alegerile locale din 2024, consiliul local are următoarea componență pe partide politice:
|  | Partid                          | Consilieri | Componența Consiliului | Componența Consiliului | Componența Consiliului | Componența Consiliului | Componența Consiliului | Componența Consiliului |
|  | ------------------------------- | ---------- | ---------------------- | ---------------------- | ---------------------- | ---------------------- | ---------------------- | ---------------------- |
|  | Partidul Social Democrat        | 6          |                        |                        |                        |                        |                        |                        |
|  | Partidul Național Liberal       | 3          |                        |                        |                        |                        |                        |                        |
|  | Alianța pentru Unirea Românilor | 1          |                        |                        |                        |                        |                        |                        |
|  | Stana Gheorghe-Dorin            | 1          |                        |                        |                        |                        |                        |                        |

## Atracții turistice
- Biserica de lemn "Sfântul Nicolae" din satul Căraci, construcție secolul al XVIII-lea, monument istoric.
- Biserica de lemn "Adornirea Maicii Domnului" din satul Lunca, construcție secolul al XVII-lea, monument istoric
- Biserica ortodoxă "Adormirea Maicii Domnului" din Baia de Criș, construcție 1780, înstrăinată obștei unite în 1844[7]
- Biserica franciscană din Baia de Criș, construită în secolul al XV-lea
- Biserica reformată, construcție secolul al XVIII-lea
- Casa memorială "Avram Iancu"
- Complexul muzeal Țebea
- Gorunul lui Horea de la Țebea
- Valea Crișului Alb

## Personalități născute aici
- Ladislau Banyai (1907 - 1981), istoric maghiar, membru corespondent al Academiei Române și deputat în Marea Adunare Națională.

## Imagini

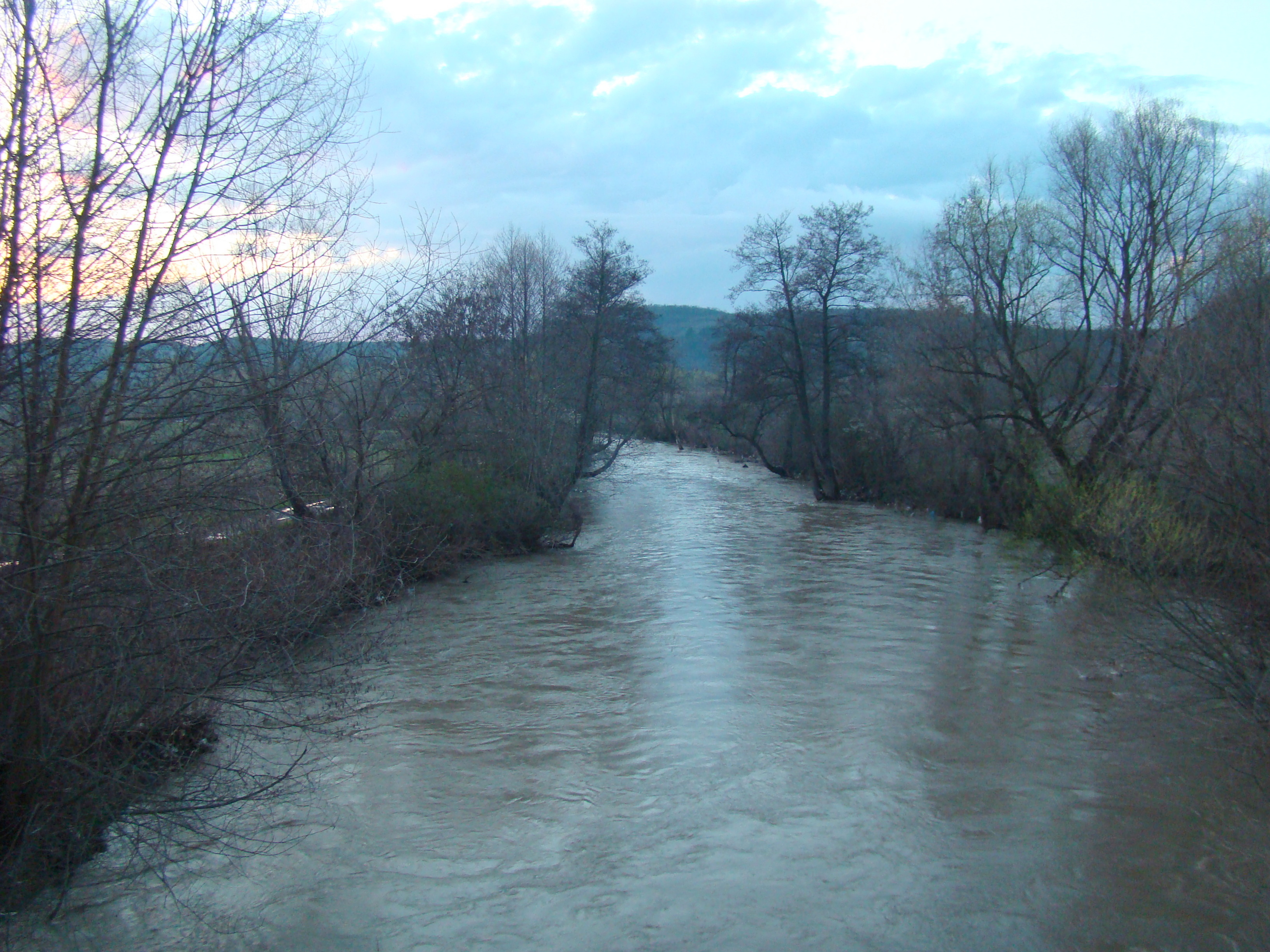
Crișul Alb la Baia de Criș
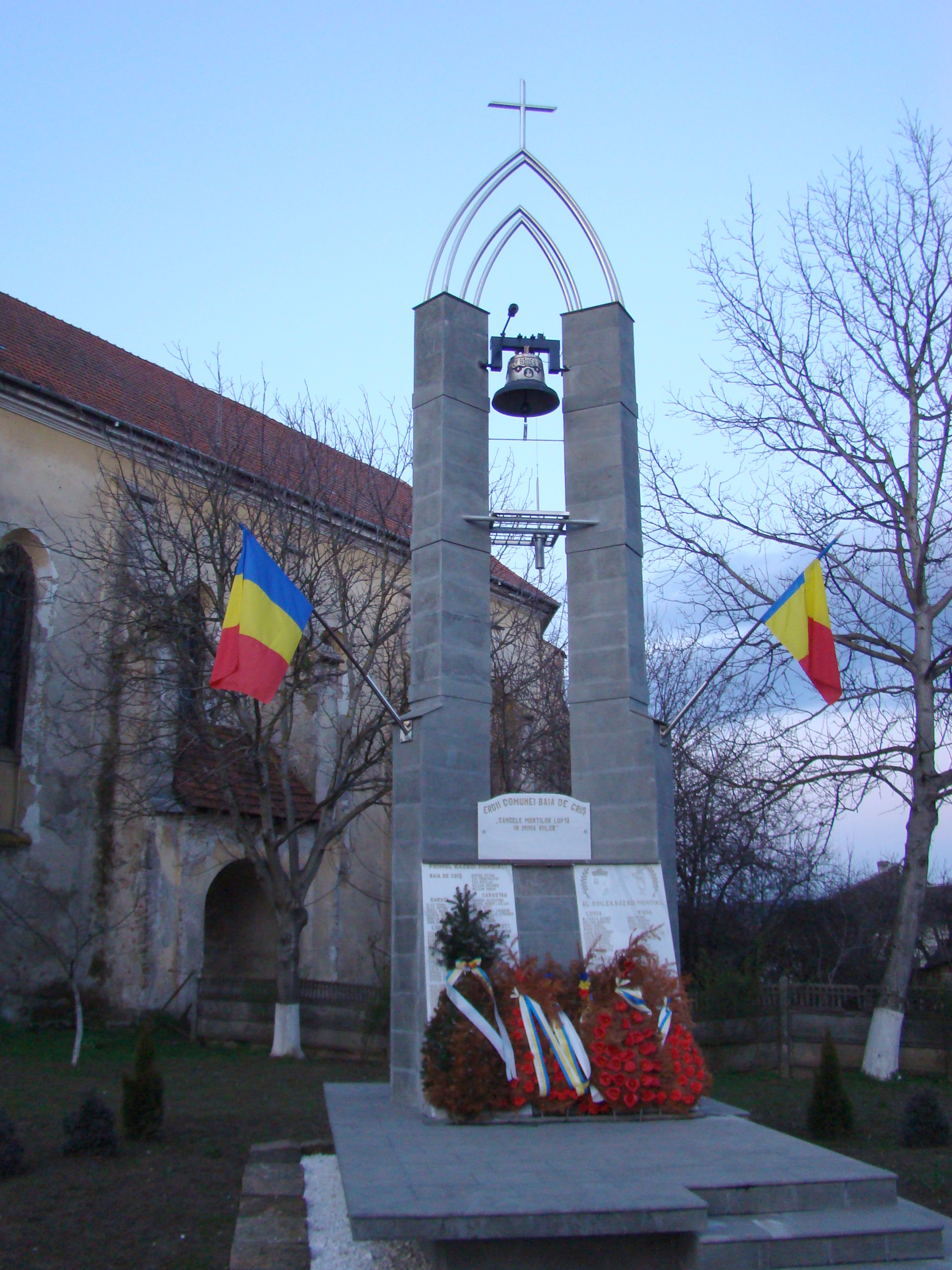
Monumentul Eroilor
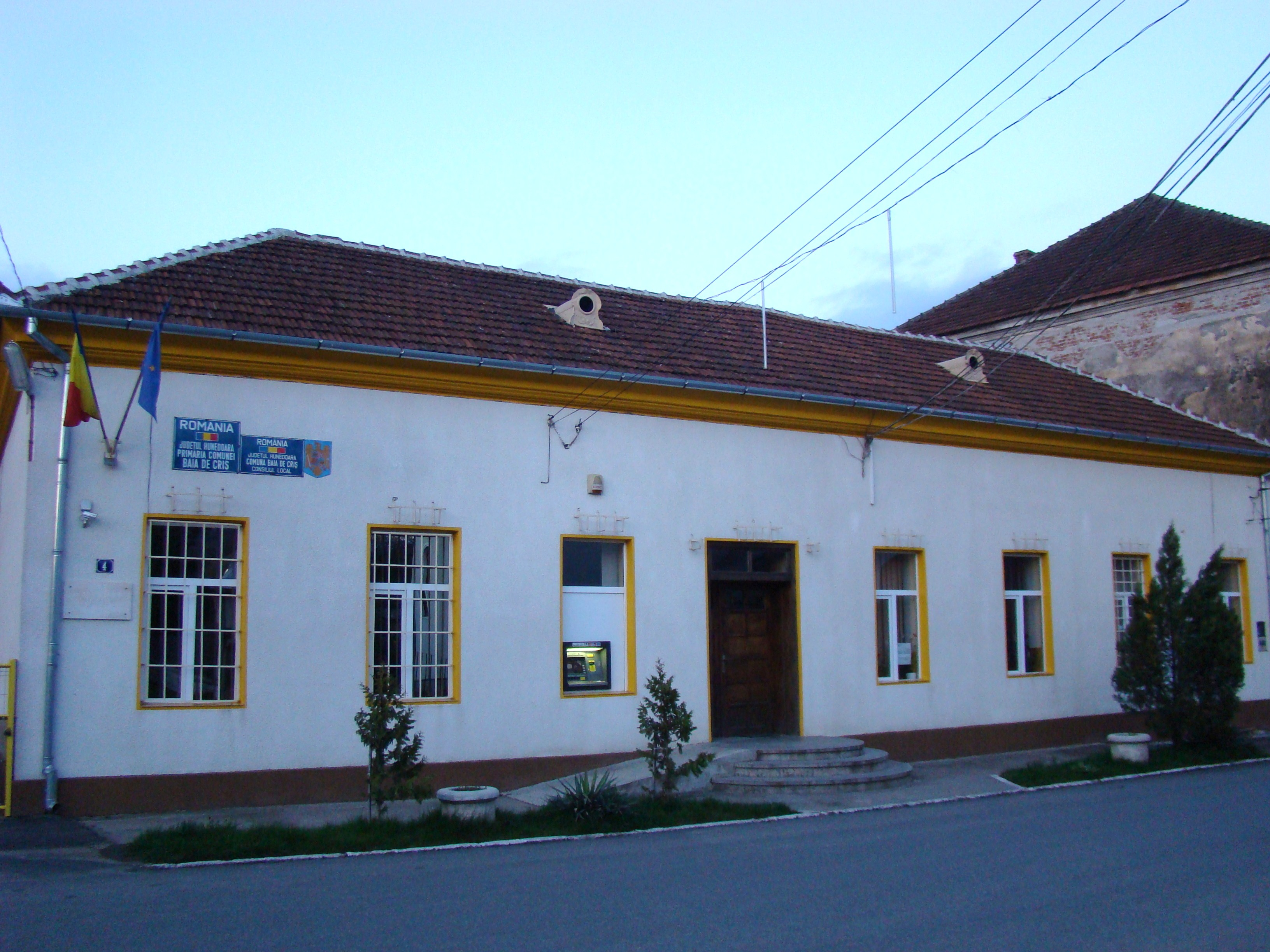
Primăria comunei Baia de Criș
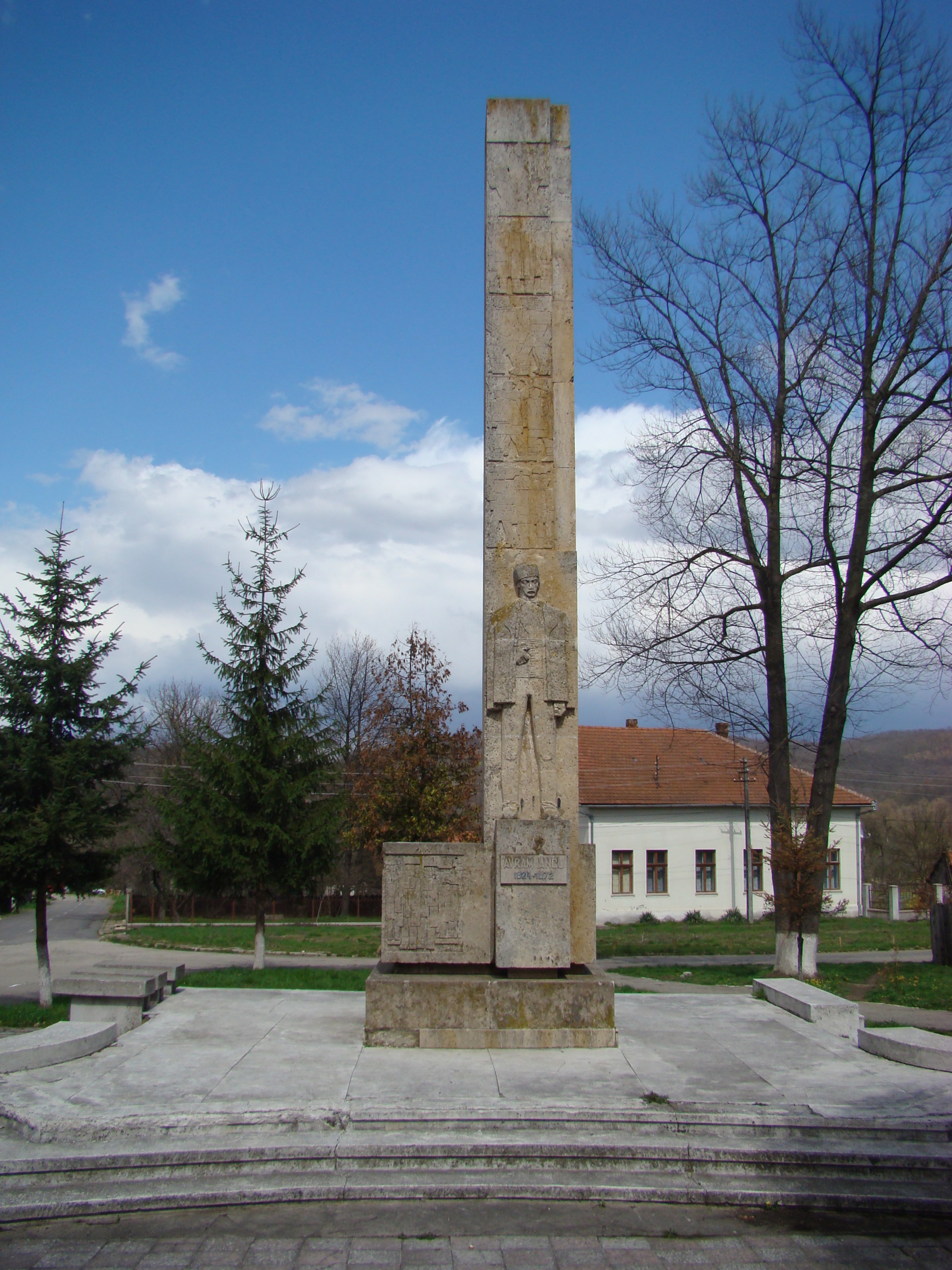
Obeliscul lui Iancu (inaugurat în 1972, la centenarul morţii acestuia şi amplasat în parcul central al comunei)
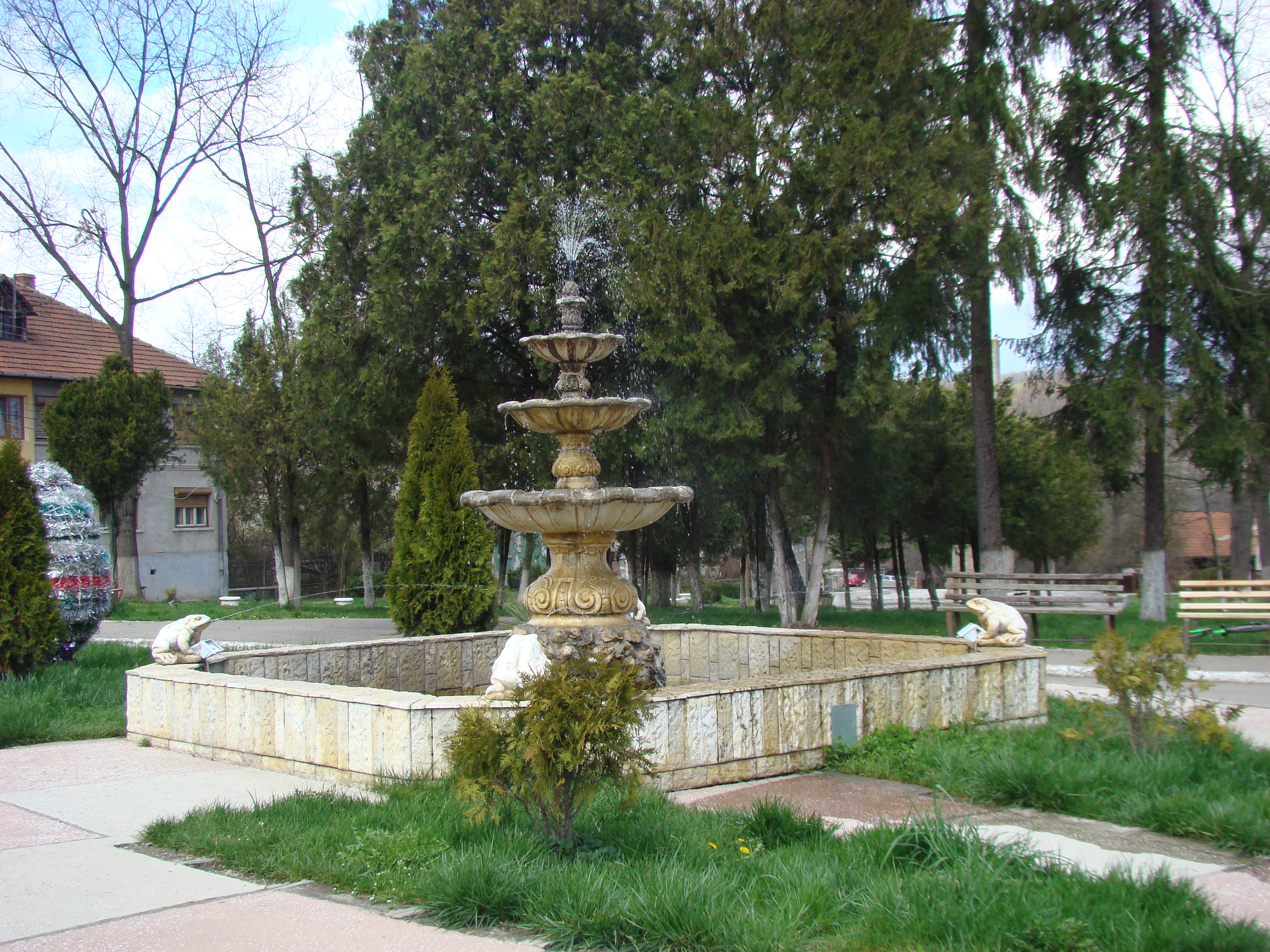
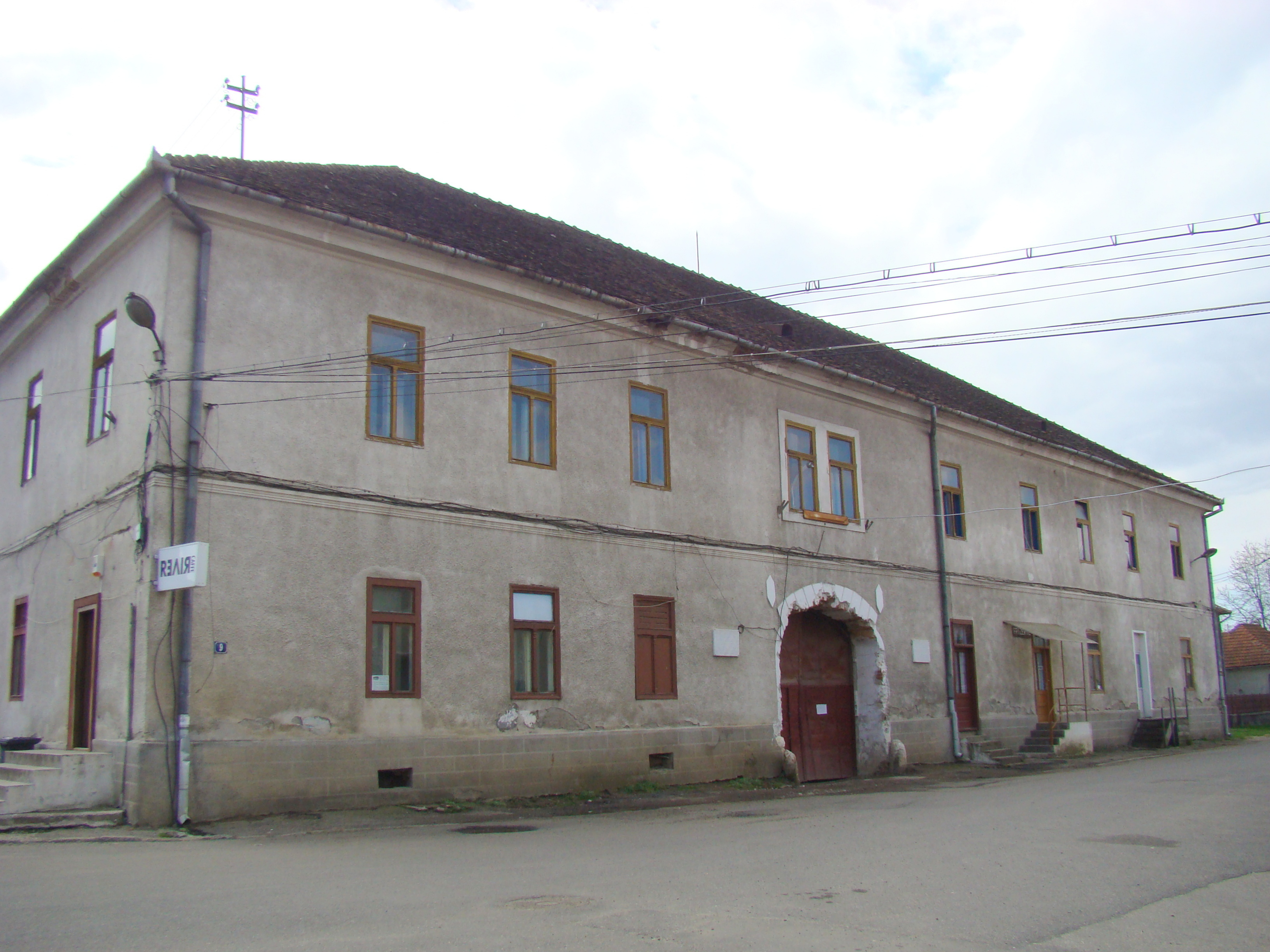
Sediul fostei prefecturi a comitatului Zarand, condusă de Ioan Buteanu în timpul Revoluției de la 1848
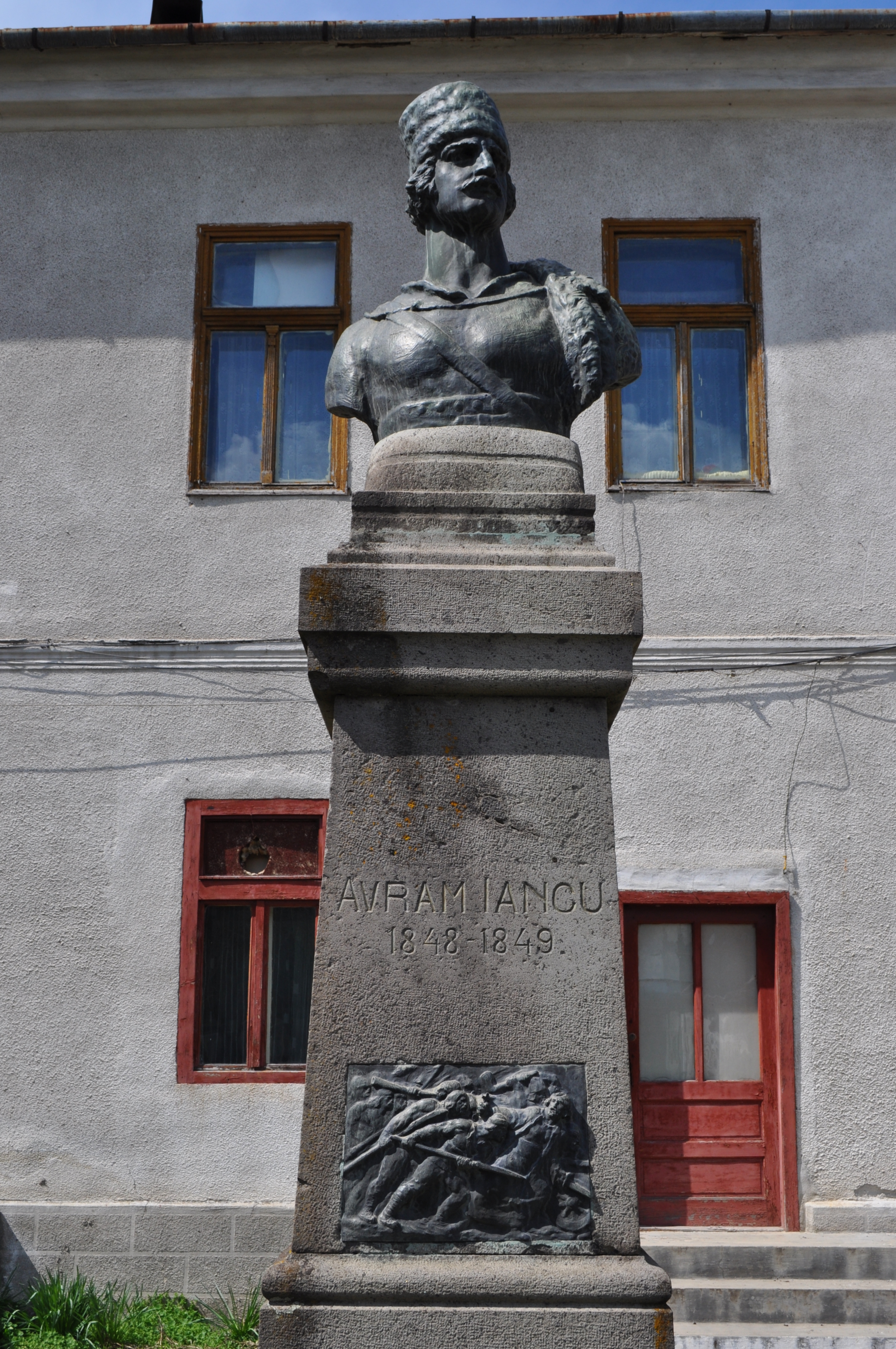
Bustul lui Avram Iancu de lângă clădirea fostei prefecturi (monument istoric)
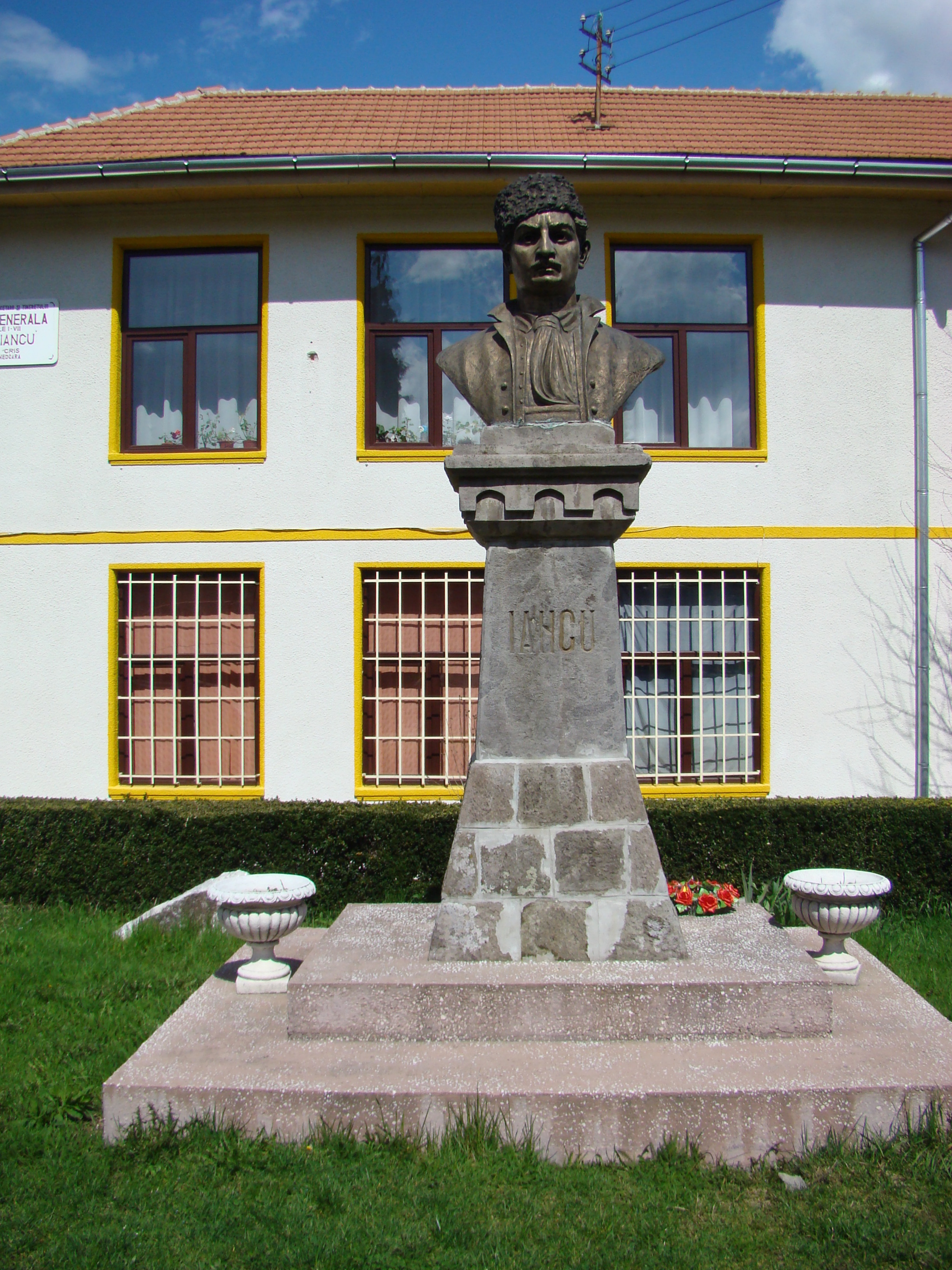
Bustul lui Avram Iancu din curtea școlii care îi poartă numele (monument istoric)
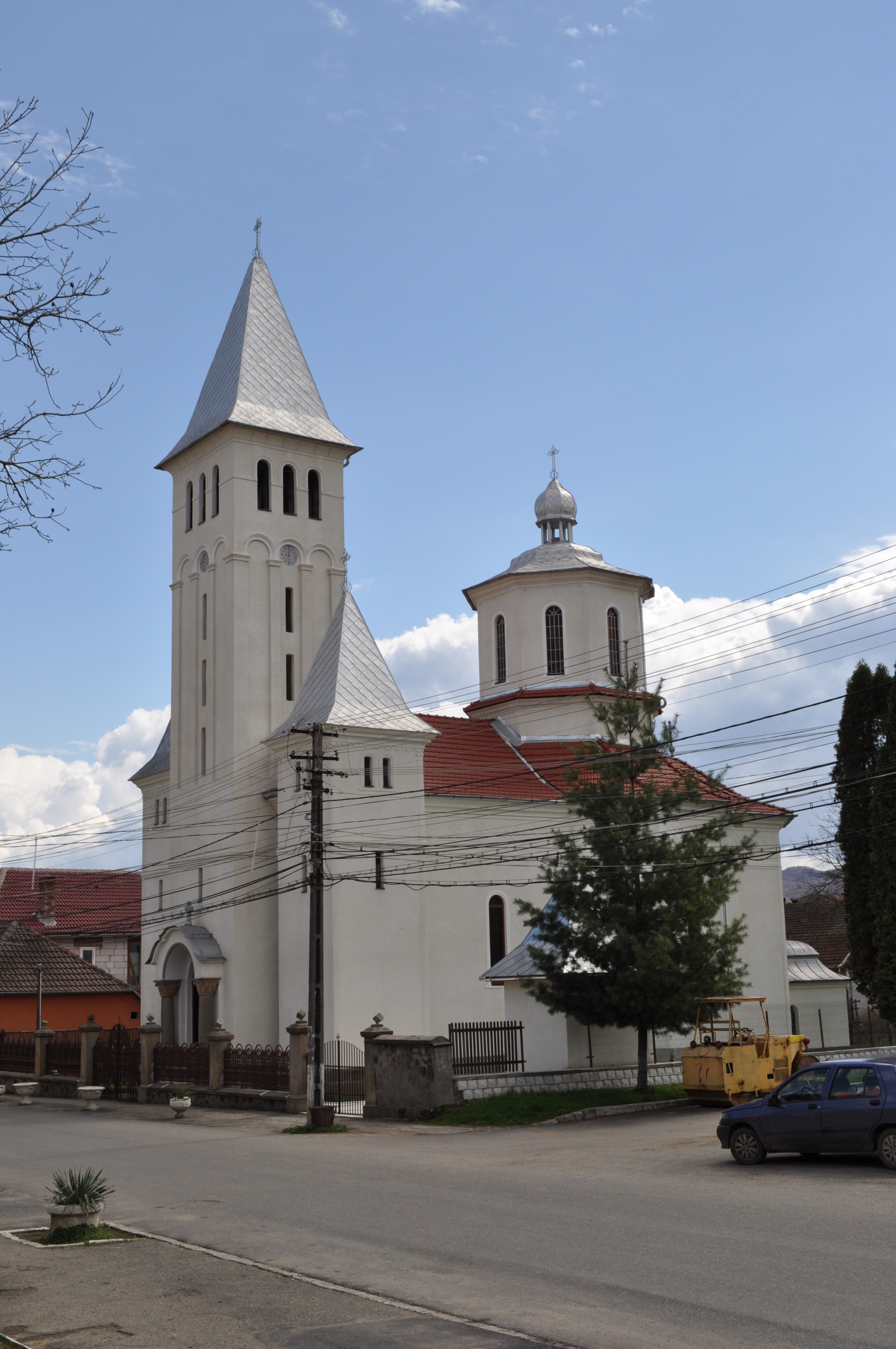
Biserica ortodoxă „Sfântul Ierarh Nicolae”
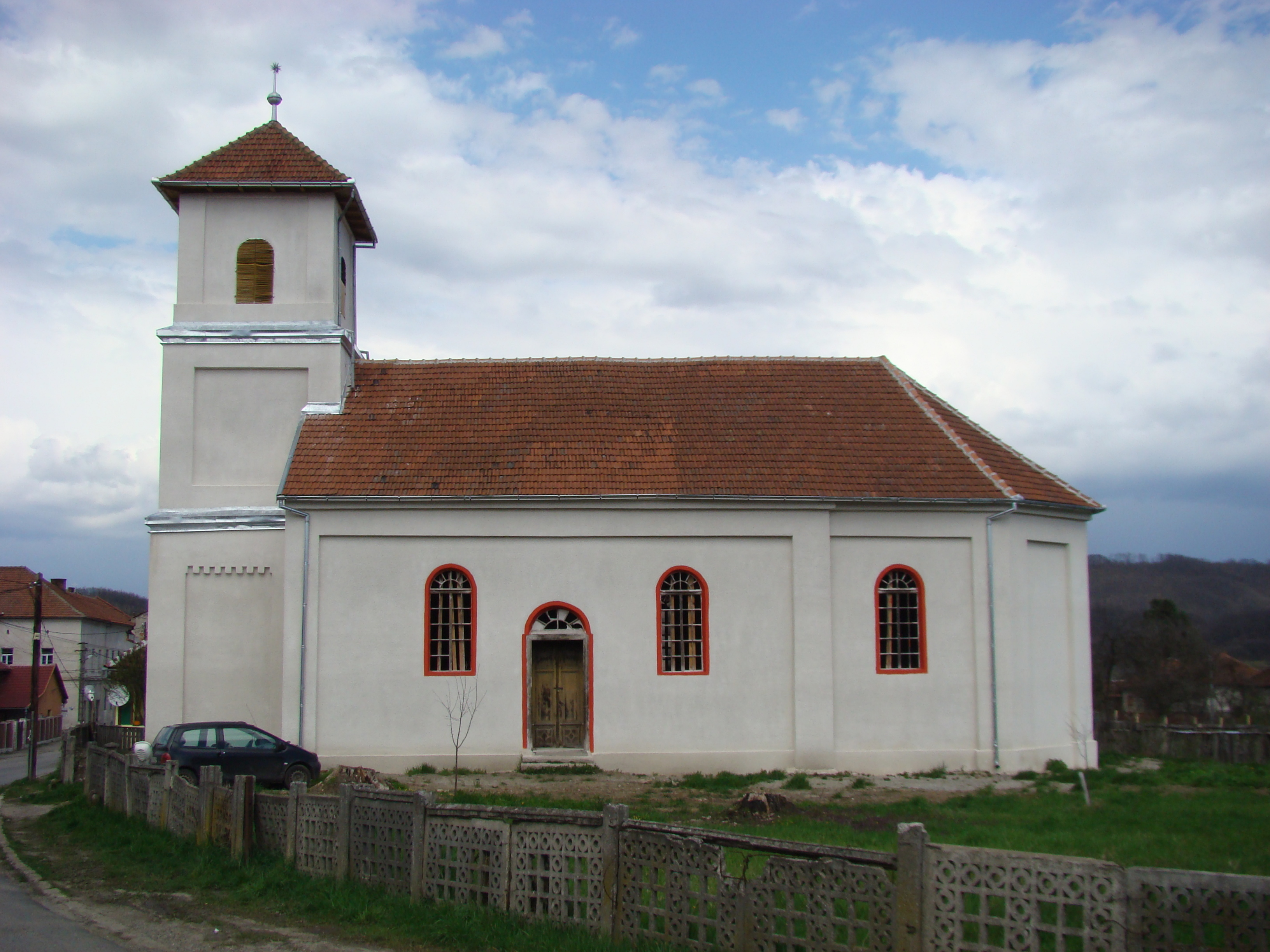
Biserica reformată
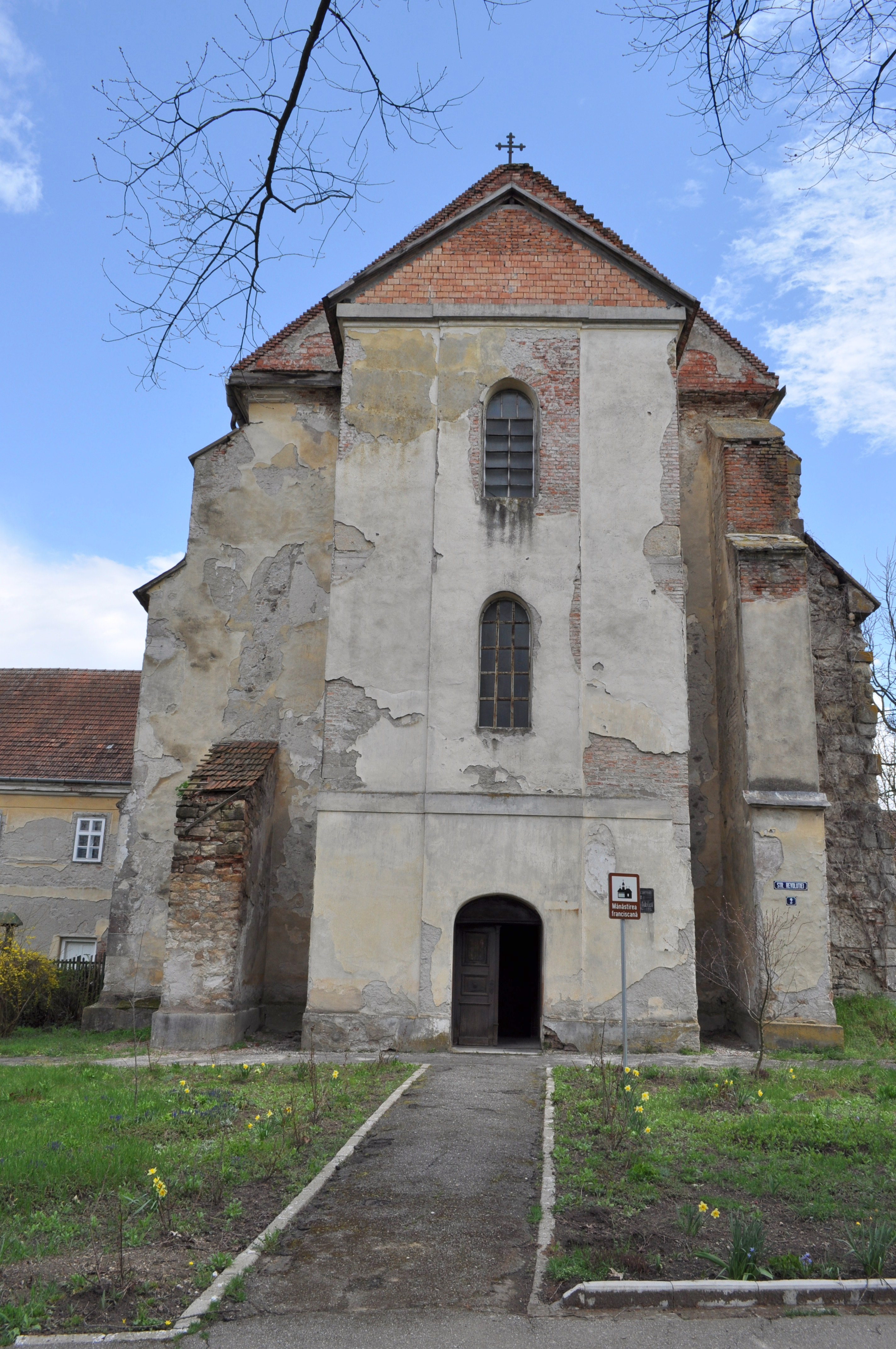
Mănăstirea franciscană (monument istoric)
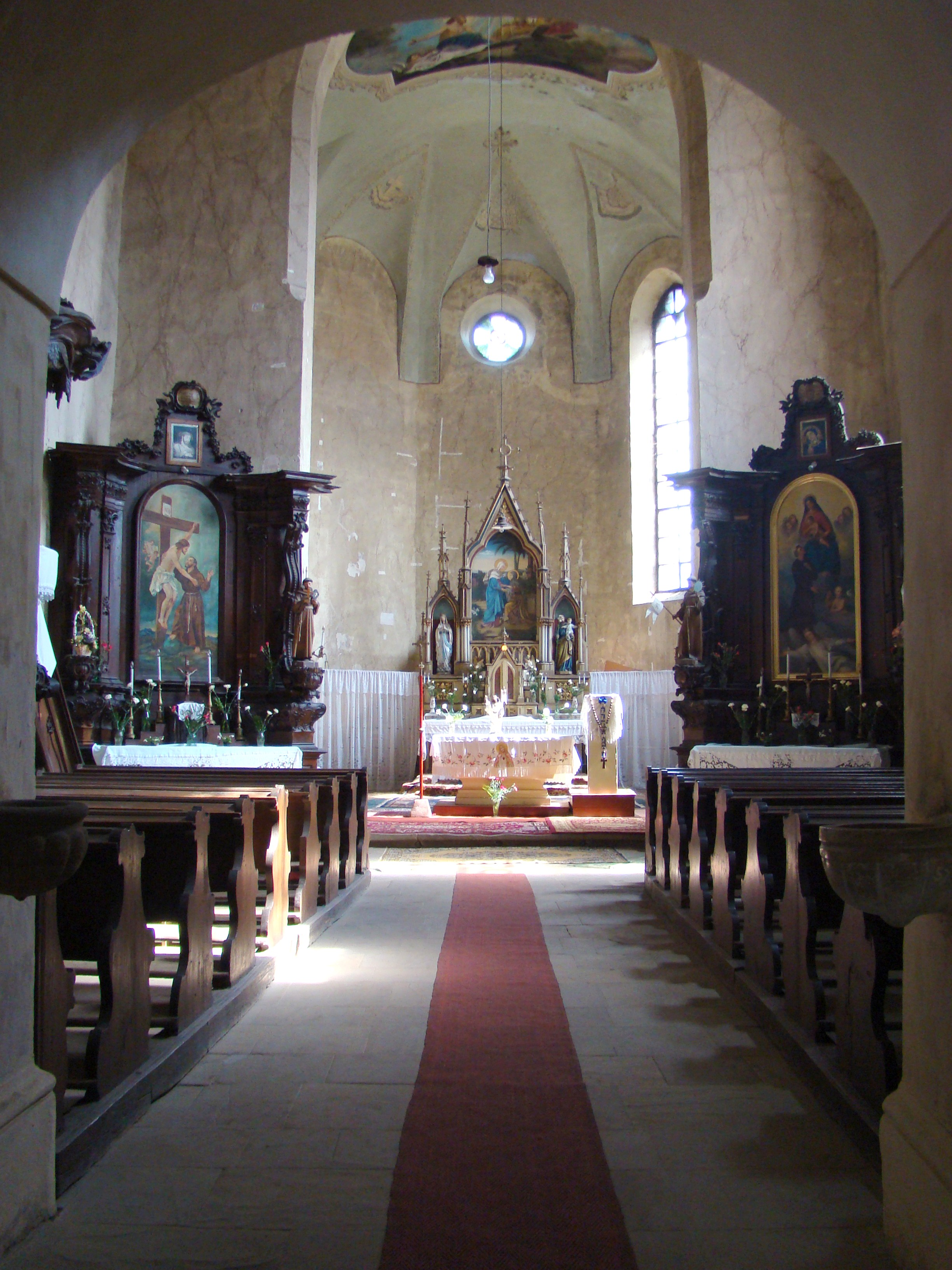
Mănăstirea franciscană (nava spre altar)